# 绢毛石头花
绢毛石头花（学名：Gypsophila sericea）是石竹科石头花属的植物。分布于蒙古、俄罗斯、哈萨克斯坦以及中国大陆的新疆等地，生长于海拔1,600米至2,400米的地区，多生长于山坡林下草地，目前尚未由人工引种栽培。